# Veintisiete
El número veintisiete (27), antiguamente veinte y siete, es el número entero natural que sigue al número 26 y precede al número 28.

## Matemáticas
- Es un número compuesto; sus divisores propios son: 1, 3 y 9. Como la suma de sus divisores propios es 13 < 27 se trata de un número defectivo. Y suma de sus divisores 1, 3, 9 y 27 = 40.[1]
- Es un cubo perfecto.
- Es un  número impar.
- Hay 27 grupos esporádicos, si se incluye el grupo Tits.
- Es un número de Smith, un número de Harshad en base 10 y un número Moran en base 10.
- Es un número de Størmer.
- En la conjetura de Collatz, un valor inicial de 27 requiere 111 pasos para llegar a 1, muchos más que cualquier número menor.

- Es el único número en álgebra de Jordan formalmente real y simple, excepcional de matrices cuadradas cuaterniónicas de 3 x 3 es de 27 dimensiones.

## Química
- Número atómico del cobalto (Co).

## Astronomía
- Objeto de Messier: M27 es una nebulosa planetaria en la constelación de Vulpecula.
- Objeto astronómico del Nuevo Catálogo General: NGC 27 es una galaxia espiral localizada en la constelación de Andrómeda.

## En lenguaje
- Es el número de letras en el alfabeto español.